# Хроллауг (конунг Гардарики)
Хроллауг (Роллауг, Rollaugr, Hrollaugr) — 2-й или 3-й легендарный правитель Гардарики, согласно Сагам о Хервёр и Хейдрике (версия H) и Олаве Трюггвасоне, сын и преемник Сигрлами (или Свафрлами).
В сагах Хроллауг в основном упомянут в связи с родственными отношениями легендарных предков конунгов. Был союзником легендарного Гейдрика, правившего в Рейдготландии (сына Говунда, правителя Йотунхейма). Гейдрик женился на Гергерде, дочери Хроллауга, которая родила Ангантюра, а также получил в приданое Винланд (Землю Вендов), а также взял с собой на воспитание Герлауга — сына Хроллауга.
Херлауг впоследствии помогал внуку Ангантюру, а затем вернулся в Гардарики. Вероятно, именно Херлауг и считался преемником Хроллауга.